# Seznam korpusov ZSSR
Seznam korpusov ZSSR.

## Oklepni
- 1. tankovski korpus
- 2. tankovski korpus
- 3. tankovski korpus
- 4. tankovski korpus
- 5. tankovski korpus
- 6. tankovski korpus
- 7. tankovski korpus
- 8. tankovski korpus
- 9. tankovski korpus
- 10. tankovski korpus
- 11. tankovski korpus
- 12. tankovski korpus
- 13. tankovski korpus
- 14. tankovski korpus
- 15. tankovski korpus
- 16. tankovski korpus
- 17. tankovski korpus
- 18. tankovski korpus
- 19. tankovski korpus
- 20. tankovski korpus
- 21. tankovski korpus
- 22. tankovski korpus
- 23. tankovski korpus
- 24. tankovski korpus
- 25. tankovski korpus
- 26. tankovski korpus
- 27. tankovski korpus
- 28. tankovski korpus
- 29. tankovski korpus
- 30. tankovski korpus
- 31. tankovski korpus

## Mehanizirani
- 1. mehanizirani korpus
- 2. mehanizirani korpus
- 3. mehanizirani korpus
- 4. mehanizirani korpus
- 5. mehanizirani korpus
- 6. mehanizirani korpus
- 7. mehanizirani korpus
- 8. mehanizirani korpus
- 9. mehanizirani korpus
- 10. mehanizirani korpus
- 11. mehanizirani korpus
- 12. mehanizirani korpus
- 13. mehanizirani korpus
- 14. mehanizirani korpus
- 15. mehanizirani korpus
- 16. mehanizirani korpus
- 17. mehanizirani korpus
- 18. mehanizirani korpus
- 19. mehanizirani korpus
- 20. mehanizirani korpus
- 21. mehanizirani korpus
- 22. mehanizirani korpus
- 23. mehanizirani korpus
- 24. mehanizirani korpus
- 25. mehanizirani korpus
- 26. mehanizirani korpus
- 27. mehanizirani korpus
- 28. mehanizirani korpus
- 29. mehanizirani korpus
- 30. mehanizirani korpus